# Решительный (Пензенская область)
Решительный — поселок в Мокшанском районе Пензенской области. Входит в состав Подгорненского сельсовета.

## География
Находится в центральной части Пензенской области на расстоянии приблизительно 44 км по прямой на запад-северо-запад от северо-западной окраины областного центра города Пенза.

## История
Известен с 1911 году как посёлок Андреевской волости Нижнеломовского уезда, 18 дворов. В 1926 году — посёлок Второго Дмитриевского сельсовета. В 1939 году — Первого Дмитриевского сельсовета. В 1955 году — Дмитриевского сельсовета Головинщинского района, бригада колхоза имени Жданова. В 2004 году 6 хозяйств.

## Население
| 2010 |
| ---- |
| 11   |

Численность населения: 115 человек (1911 год), 317 (1926), 213 (1939), 167 (1959), 57 (1979), 10(1989), 20 (1996). Население составляло 14 человек (русские 50 %, даргинцы 50 %) в 2002 году, 11 в 2010.